# Max Glass

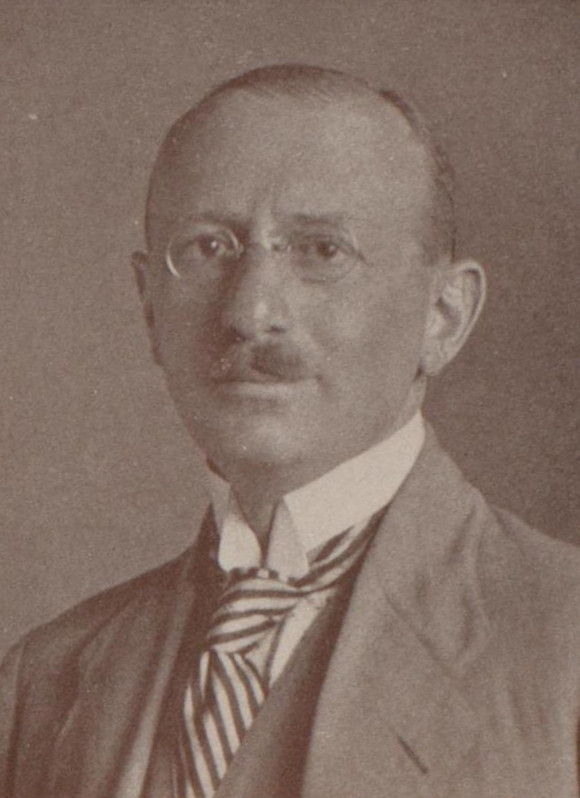
Max Glass

Markus Max Glass, auch Max Glaß, (* 12. Juni 1882 in Wien, Österreich-Ungarn; † 18. Juli 1965 in Paris, Frankreich) war ein österreichischer Schriftsteller, Drehbuchautor, Filmregisseur und Filmproduzent.

## Leben
Glaß soll laut einem Artikel im Aufbau bereits im Alter von 17 Jahren als Hauslehrer der Kinder der österreichischen Kaiserfamilie gearbeitet und nach einem abgeschlossenen Hochschulstudium der Geschichte und Kunstgeschichte mit nur 22 Jahren als Universitätsprofessor gelehrt haben. Seine ersten nachweisbaren Tätigkeiten sind die eines Romanautors. Kurz nach dem Ende des Ersten Weltkriegs stieß Glaß, der bereits 1920 die Vorlage zu Joseph Delmonts Inszenierung Die entfesselte Menschheit geliefert hatte, zum deutschen Film, als die Produktionsfirma Terra Film einen Geschichtssachverständigen benötigte. 
Er wurde Geschäftsführer bei der Terra Film GmbH. An der Gründung der Terra Film AG im Oktober 1920 beteiligte sich Glaß als Aktionär und leitete sie als Vorstand gemeinsam mit Erich Morawsky. Seit 1921 wirkte Glaß dort auch als Produzent, Regisseur und Drehbuchautor. Seine erste filmische Arbeit von Bedeutung wurde 1922/23 die Inszenierung des populären Dumas-Stoffes Der Mann mit der eisernen Maske mit Albert Bassermann und Wladimir Gaidarow in den Hauptrollen. 1928 begann Glaß in eigener Produktion (Max Glaß Produktion G.m.b.H.) Filme herzustellen. Im Juli 1931 gründete er mit der Kristall-Film-Gesellschaft m.b.H. eine zweite Produktionsfirma. 1933 musste er wegen seines jüdischen Glaubens Deutschland verlassen und ließ sich daraufhin in Paris nieder.
Dort setzte er als Max Glass seine Produzententätigkeit für die Flora-Film fort. Seine bekanntesten Vorkriegsarbeiten im Exil waren Komödien mit Fernandel. Im Mai 1939 reiste Glass in die Vereinigten Staaten aus, konnte dort jedoch nicht mehr als Produzent arbeiten und betätigte sich als Autor jenseits filmischer Themen. Im Exil versuchte er außerdem, mehr schlecht als recht, seine französischen Produktionen zu vermarkten. 1940 hielt er sich auch in Brasilien auf, währenddessen gingen im Paris der deutschen Besatzung die Glass-Produktionsfirmen Flora und Arcadia bankrott. 1949 kehrte Glass nach Paris zurück und nahm seine Produzententätigkeit wieder auf. Seine letzte Arbeit, die er auch inszenierte, war der Film Der Weg nach Damaskus, in dem er die Bekehrung des Saulus zum Paulus nacherzählte.
Prof. Dr. Max Glaß war mit der elf Jahre jüngeren, deutschen Stummfilmschauspielerin Helga Molander verheiratet.
Georg/Georges Glass, Sohn aus erster Ehe, trat in die Fußstapfen des Vaters und produzierte Filme wie Kaiserliche Hoheit (1961) und Soft-Sex-Streifen in den 1980er Jahren.

## Filmografie
als Produzent, Produktionsleiter oder Herstellungsleiter
- 1923: Der Mann mit der eisernen Maske
- 1923: Bob und Mary (auch Regie)
- 1925: Der Demütige und die Sängerin (auch Drehbuchmitarbeit)
- 1925: Der Mann, der sich verkauft (auch Drehbuchmitarbeit)
- 1925: Wenn du eine Tante hast (auch Drehbuch)
- 1925: Gräfin Mariza (auch Drehbuch)
- 1925: Der Mann ohne Schlaf (auch Drehbuch)
- 1926: Junges Blut (auch Drehbuch)
- 1926: Wien – Berlin (auch Drehbuch)
- 1926: Die drei Mannequins (auch Drehbuch)
- 1926: Der Seekadett (auch Drehbuch)
- 1926: Nanette macht alles
- 1927: Svengali (auch Drehbuch)
- 1927: Die Tragödie eines Verlorenen (Drehbuch)
- 1927: Bigamie (auch Drehbuch)
- 1927: Heimweh (auch Drehbuch)
- 1927/28: Königin Luise (2 Teile)
- 1928: Leontines Ehemänner (auch Drehbuch)
- 1928: Unfug der Liebe (auch Drehbuch)
- 1929: Das Schiff der verlorenen Menschen
- 1930: Liebe im Ring (auch Drehbuchmitarbeit)
- 1930: Zwei Krawatten
- 1930: Der Andere
- 1930: Die Firma heiratet (auch Drehbuch)
- 1931: Die schwebende Jungfrau
- 1931: Der unbekannte Gast
- 1932: Drei von der Kavallerie
- 1933: Moral und Liebe
- 1934: L’auberge du petit dragon
- 1935: La rosière des halles
- 1936: La brigade en jupons
- 1936: La reine des resquilleuses (auch Regie)
- 1938: Rasputin (La tragédie impériale)
- 1938: Entente Cordiale (auch Drehbuch)
- 1949: Tête blonde
- 1950: Coq en pâte
- 1952: Der Weg nach Damaskus (Le chemin de Damas) (auch Regie Drehbuch)